# Parrya stenocarpa
Parrya stenocarpa là một loài thực vật có hoa trong họ Cải. Loài này được Kar. & Kir. mô tả khoa học đầu tiên năm 1842.